# Российская империя: от традиции к модерну
«Российская империя: от традиции к модерну» — трёхтомная монография российского историка Б. Н. Миронова. Выдержала в России два издания (2014—2015 и 2018).
В монографии дана широкая панорама истории России XVIII — начала XX веков. В ней разрушается ряд распространённых в исторической науке мифов, предлагается принципиально новая концепция развития России и новая концепция российских революций начала XX века. По многим вопросам, рассматриваемым в книге, ведётся принципиальная полемика.
В 2021 году за выпуск монографии «Российская империя: от традиции к модерну» её автор удостоен РАНовской премии имени В. О. Ключевского.

## Из истории создания
В 2012 году, после выхода 2-го издания монографии «Благосостояние населения и революции в имперской России: XVIII — начало XX века», Б. Н. Миронову от издательства «Дмитрий Буланин» поступило предложение выпустить 4-е издание его двухтомной монографии «Социальная история России периода империи (XVIII – начало XX века)». Дополнение рукописи, обусловленное необходимостью учёта достижений российской и зарубежной историографии за 10-летний период, привело к созданию трёхтомника «Российская империя: от традиции к модерну».
Монография «Российская империя: от традиции к модерну» является результатом полувекового труда автора. От предшествующих работ автора она отличается комплексностью, завёршенностью, широтой охвата проблем, полемическим настроем. Она не дублирует предшествующие труды её автора, а уточняет их, дополняет и расширяет. Миронов Б. Н. существенно обновил доказательный материал, учёл современную российскую и зарубежную литературу, сделал новые наблюдения и обобщения, усилил акцентирование значения модернизации как вектора движения страны в период империи.

Трёхтомник представляет собой синтез 12 отдельных монографий (по числу входящих в него глав), каждую из которых можно читать и отдельно от других. Колонизация, социальная стратификация, демография, семья, город и деревня, крепостное право, община, государство, общественное мнение, право, уровень жизни, культура – все эти проблемы последовательно исследуются в трёхтомнике.
— Травин Д. Я., кандидат экономических наук (Европейский университет в Санкт-Петербурге).
Монография носит дидактический характер. Она посвящена студентам «бывшим, настоящим и будущим». Фактически она является учебником по методам работы с историческими данными, справочником-энциклопедией по социальной истории имперской России. В ней содержится историографическая, библиографическая, источниковедческая, методологическая, понятийная, фактографическая информация по базовым сюжетам истории России XVIII — начала XX века.
Фактически, продолжением трёхтомника является труд Б. Н. Миронова «Российская модернизация и революция» (2019).
В 2021 году монография «Российская империя: от традиции к модерну» удостоена премии имени В. О. Ключевского, присуждаемой Президиумом РАН.

## Издания книги
- Миронов Б. Н. Российская империя: от традиции к модерну. В 3-х тт. — СПб.: Изд. Дмитрий Буланин. 2014, 2015. — ISBN 978-5-86007-725-6
  - Т. 1. 2014. — 896 с. — ISBN 978-5-86007-775-1
  - Т. 2. 2015. — 912 с. — ISBN 978-5-86007-785-0
  - Т. 3. 2015. — 992 с. — ISBN 978-5-86007-786-7
- Миронов Б. Н. Российская империя: от традиции к модерну. В 3-х тт. Изд. 2-е, испр. — СПб.: Изд. Дмитрий Буланин. 2018.
  - Т. 1. 2018. — 896 с. — ISBN 978-5-86007-856-7
  - Т. 2. 2018. — 912 с. — ISBN 978-5-86007-857-4
  - Т. 3. 2018. — 992 с. — ISBN 978-5-86007-858-1

Объём монографии — 208 печатных листов, таблиц — 383, иллюстраций — 539, список использованной литературы — свыше 8000 наименований.

Трёхтомная монография, которую написал историк, по своему итоговому результату и вкладу в гуманитарные науки соизмерима с работой большого коллектива исследователей. […] Грандиозный труд профессора Миронова — это жизнеспособный организм, который будет жить своей жизнью и сумеет сам за себя постоять; он заменяет собой несколько справочников или небольшую библиотечку тщательно подобранных книг.
— Экштут С. А., доктор философских наук (ИВИ РАН).

## Проблематика исследований
В монографии исследуются проблемы, связанные с колонизацией, территориальной экспансией и национальными вопросами, демографическими проблемами и переходом от традиционной к современной модели воспроизводства населения. Освещаются вопросы развития малой семьи и демократизации внутрисемейных отношений, социальной структуры и социальной мобильности населения города и деревни в процессе урбанизации и индустриализации. Анализируется развитие крепостнических отношений от генезиса до падения, динамика преступности, народная культура в коллективных представлениях, эволюция сельской и городской общин, городских и дворянских корпораций, менталитет различных сословий как важный фактор социальной динамики. Рассматривается эволюция российской государственности от патриархальной к конституционной монархии, становление гражданского общества и правового государства, взаимодействие общества и государства как движущей силы социальных изменений, смена типа господствующих правовых отношений в обществе.

Книга заставляет задуматься, ещё и ещё раз пересмотреть свои взгляды на имперское прошлое, которые иногда уместно обозначить обидным словом «стереотипы». Они свойственны не только «простым смертным», но и историкам.
По широте обсуждаемых вопросов, остроте их постановки и глубине анализа фундаментальный труд Б. Н. Миронова не имеет прецедентов в современной отечественной науке. […] В историографическом контексте монография представляет собой целостную, хотя и не бесспорную концепцию развития России при переходе от традиции к модерну.
— Мазур Л. Н., доктор исторических наук (УрФУ).
Миронов Б. Н. рассматривает Россию как нормально и поступательно развивающееся европейское государство, способное осуществлять модернизацию и немало сделавшее на этом пути в течение своего развития в период империи.

Миронов разбивает миф о России как «тюрьме народов». […] Миронов развенчивает укоренившийся миф о географической причине отсталости российской экономики. […] Миронов разрушает не только миф географического детерминизма, но и демографического детерминизма, будто бы высокая рождаемость является перманентным источником бедности и отсталости.
— Веселов Ю. В., доктор социологических наук (СПбГУ), 
Козловский В. В. доктор философских наук (СИ РАН (СПб.)).

## Фундаментальные вопросы исследования
- Была ли дореволюционная Россия типичной колониальной империей?
- Была ли Российская империя экономически состоятельна?
- Куда была направлена модернизация империи?[19]

## Основные тезисы
- Благосостояние населения России в период империи неуклонно росло, экономика и общество поступательно развивались, то есть модернизация страны была успешной.
- Ускоренная модернизация сопровождалась существенными издержками, в том числе увеличением социальной и межэтнической напряженности, ростом конфликтности и насилия.
- Революции начала XX века были обусловлены не столько социально-экономическими, сколько политическими факторами.
- Общество из-за форс-мажорных внутренних и внешних обстоятельств не справилось с процессом перехода от традиции к модерну.
- Российская революция 1917 года была антимодернистской, поскольку нарушила прогрессивный ход развития российского общества[9].

Б. Н. Миронову удалось, как мне кажется, убедительно пересмотреть многие устоявшиеся в историографии стереотипы. Данная книга — весьма крупное и значимое явление в современной историографии истории России.
— Побережников И. В., доктор исторических наук (ИИиА УрО РАН).

## Обсуждение монографии

### Научные форумы
- Круглый стол по книге Б. Н. Миронова «Российская империя: от традиции к модерну»: в 3 тт. — СПб.: Изд. Дмитрий Буланин, 2014—2015 // Историческая экспертиза. 2016. Вып. 3. С. 172—200.
  - Выступления: От редактора (С. 172), Файбусович Э. Л. и Корнекова С. Ю. (С. 183—186), Клупт М. А. (С. 186—188), Друзин М. В. (С. 188—189), Куликов С. В. (С. 189—196), Верняев И. И. (С. 196—200).
- Круглый стол по книге Б. Н. Миронова «Российская империя: от традиции к модерну»: в 3 тт. — СПб.: Изд. Дмитрий Буланин, 2014—2015 // Былые годы. Российский исторический журнал. 2016. № 41-1 (3). С. 846—1065.
  - Выступления: Хорос В. Г. (С. 848—856), Мазур Л. Н. (С. 857—866), Побережников И. В. (С. 867—873), Селунская Н. Б. (С. 874—881), Поткина И. В. (С. 882—889), Керов В. В. (С. 890—898), Артамонова Л. М. (С. 899—907), Лярский А. Б. (С. 908—916), Веселов Ю. В. (С. 917—926), Морозов А. Ю. (С. 927—935), Ульянова Г. Н. (С. 936—943), Смирнов Ю. Н. (С. 944—954), Sunderland W. (С. 955—964), Верняев И. И. (С. 965—972), Шкуратов В. А. (С. 973—980), Worobec C. D. (С. 981—988), Экштут С. А. (С. 989—994), Куликов С. В. (С. 995—1002), Черкассов А. А. (С. 1054—1065).

### Перечень рецензий
- Травин Д. Я. Сценарий любви к крестьянству и государю // Economy Times. — М.: (Online-издание РАНХиГС), 03.03.2016
- Травин Дмитрий. Портрет России в жанре реализма // Новая газета (СПб.). 2016. № 25 (2463). 28 марта. С. 23.
- Морозов А. Ю. Фундаментальнейший и полезный труд (о новой книге Б. Н. Миронова) // Преподавание истории в школе. 2016. № 6. С. 34—36.
- Полторак С. Н. Рецензия на монографию Б. Н. Миронова «Российская империя: от традиций к модерну». В 3 т. — СПб.: Изд. Дмитрий Буланин, 2014—2015 // Клио. 2016. С. 192—196.
- Экштут С. А. Вызов ленинскому курсу: несколько скромных ремарок на полях грандиозной монографии историка Бориса Миронова // Родина. 2016. № 11. С. 89—93.
- Экштут С. А. Вызов ленинскому курсу. Несколько скромных ремарок на полях грандиозной монографии историка Бориса Миронова // Российская газета, 14.11.2016
- Хорос В. Г. Исторический оптимизм Б. Н. Миронова // Былые годы. Российский исторический журнал. 2016. № 41-1 (3). С. 848—856.
- Мазур Л. Н. Аналитизм против эмпиризма: размышления о новой книге Б. Н. Миронова // Там же. С. 857—866.
- Побережников И. В. Российская имперская модернизация: общее и особенное // Там же. С. 867—873.
- Селунская Н. Б. В поисках наилучшего объяснения // Там же. С. 874—881.
- Поткина И. В. Феномен российской модернизации: исследовательские подходы, проблемы правового государства, управления и человеческого капитала // Там же. С. 882—889.
- Керов В. В. «Необходимо создать новое адекватное позитивное прошлое»: Б. Н. Миронов в российской имперской историографии // Там же. С. 890—898.
- Артамонова Л. М. Модернизация «культурных представлений» и «культурного капитала» в Российской империи: от просвещенного абсолютизма к гражданскому обществу // Там же. С. 899—907.
- Лярский А. Б. Историческое исследование российской модернизации: теоретический и практический аспект // Там же. С. 908—916.
- Веселов Ю. В. История и социология питания // Там же. С. 917—926.
- Морозов А. Ю. Дворянское сословное самоуправление в России: между государством и гражданским обществом // Там же. С. 927—935.
- Ульянова Г. Н. Современная отечественная историография как живой и развивающийся интеллектуальный организм // Там же. С. 936—943.
- Смирнов Ю. Н. Модернизационная концепция как интеграционная основа для методологии изучения проблем российской истории // Там же. С. 944—954.
- Sunderland W. A Glass Half-Full, Perhaps Three-Quarters: Imperial Questions in Boris Mironov’s «Rossiiskaia Imperiia» // Там же. С. 955—964.
- Верняев И. И. Российские имперские принципы и технологии управления этноконфессиональным разнообразием и интеграции традиционных социокультурных систем // Там же. С. 965—972.
- Шкуратов В. А. Историческая психология в «Российской империи» Б. Н. Миронова // Там же. С. 973—980.
- Worobec C. D. A Qualified Optimistic Analysis of Imperial Russia // Там же. С. 981—988.
- Экштут С. А. «Человеческая комедия» Бориса Миронова // Там же. С. 989—994.
- Куликов С. В. Истинное начало постсоветской историографии истории Российской империи // Там же. С. 995—1002.
- Черкассов А. А. Очерки исторического оптимизма // Там же. С. 1054—1065.
- Веселов Ю. В., Козловский В. В. Социология истории Б. Н. Миронова (о книге «Российская империя: от традиции к модерну») // Социологические исследования. 2017. № 5. С. 166—172.
- Смирнов Ю. Н. Революция 1917 года в свете современной модернизационной концепции // Вера. Иллюстрированный журнал Самарской православной духовной семинарии. 2017. № 1 (21). С. 29—33.
- Смирнов Ю. Н. Российская империя: от колонизации до революции // Quaestio Rossica. 2017. Т. 5. № 3. С. 869—881.
- Смирнов Ю. Н. Российская революция в модернизационной концепции Б. Н. Миронова // Память о прошлом — 2017. Материалы и доклады VI историко-архивного форума, посвященного 100-летию революции 1917 г. в России / Сост. О. Н. Солдатова, Г. С. Пашковская. — Самара: 2017. С. 184—188.
- Бакулин В. И. Историческая концепция Б. Н. Миронова как предмет дискуссии // Вопросы истории. 2017. № 2. С. 126—137.
- Нефёдова Т. Г. Город и деревня в имперской, советской и современной России // Мир России. 2018. Т. 27. № 1. С. 183—202.